# Mittpunktsnormal

Konstruktion med passare och rätskiva

En mittpunktsnormal till en sträcka är en normal som går genom dess mittpunkt.
De tre mittpunktsnormalerna till sidorna i en triangel skär varandra i en punkt, centrum för triangelns omskrivna cirkel.